# Pimpla revelata
Pimpla revelata är en stekelart som beskrevs av Charles Thomas Brues 1910. Pimpla revelata ingår i släktet Pimpla och familjen brokparasitsteklar. Inga underarter finns listade i Catalogue of Life.